# Pío Leyva
Pío Leyva (Morón, 5 de maio de 1917 – 22 de março de 2006), é tido com um dos ícones da música cubana. Maestro e crooner, possuía uma voz marcante, que não diferentemente marcou a música cubana.

## Carreira
Leyva participou do sucesso Buena Vista Social Club, que pelas mãos de Win Winders e Ray Cooder girou o mundo e colocou a música cubana novamente em destaque. Ao lado de Ibrahim Ferrer, Omara Portuondo, "Puntillita", Compay Segundo e outros, Pío é considerado um dos mestres do Cuaguancó, ritmo consagrado pela velha guarda cubana.
Em 2002, novamente pelas mãos de Winders, Pío Leyva mostrou seu talento, na época com 85 anos de idade, mostrou fôlego para atuar no CD/DVD The Songs of Cuba, trabalho pós Buena Vista que apresenta as novidades da música cubana, muitas delas inspiradas pelos grandes mestres do Buena Vista Social Club.
Nascido em 1917, morador de Miramar, Pío Leyva possui firmação musical clássica, porém, assim como muitos artistas cubanos, foi levado pelo swing e sensualidade da popular música cubana, do mambo até a salsa. Leyva, que ganhou uma competição de bongô aos seis anos de idade e que estreou na carreira em 1932, será sempre lembrado pelo carisma que possuía.

## Discografia
Esta é uma seleção de sua discografia, já que não há registro oficial.
- "Abre que voy", lançado em 1958. EP
- "Bailando el merengue", lançado em 1959. EP
- "Oyendo a Billo" com Billo Frómeta e seu grupo, 1959.
- “Abre que voy… cuidado con los callos – Pío Leiva” 1960
- " Guayabal” , lançado em 1900 e 2005.
- "Oye como suena", lançado em 1960.
- “Pío Leiva con el Conjunto Caney” 1980
- “Bajo un palmar – Pío Leyva y sus montuneros”
- “Sabor y ritmo tropical – Pío Leiva”
- “Pío Leiva con el grupo Los Kimbos” 1987
- "Así quiero vivir", relançado em 1999
- "El montunero de Cuba", lançado em 2000.
- "Soneros cubanos", lançado em 2000.
- "Sonero Master", relançado em 2002.
- "Soneros de verdad presenta: Pío Leyva", lançado em 2002.
- "A gozar con Pío Leyva", relançado em 2003.
- "Yo bailo con ella", relançado em 2003.
- "Esta es mi rumba", lançado em 2003.
- "Mulatas mágicas", lançado em 2003 (Com Rubén González Jr.)
- "Sabor a montuno", relançado em 2004.
- "La salud de Pío Leyva", lançado em 2005.
- "Adiós Mariquita", lançado em 2005.
- "Soneros de verdad: Pío Leyva, Rubalcaba, Luis Frank", 2006.

## Colaborações
- Afro Cuban All Stars: "A toda Cuba le gusta", 1997.
- Buena Vista Social Club, 1997.
- Buena Vista Social Club presents: Omara Portuondo (um dueto em "Ella y yo"), 1998.
- Afro Cuban All Stars: "Distinto, diferente", 1999.
- "Rudy Calzado presenta la música típica de Cuba" (Com Anaís Abreu, Rudy Calzado e Tata Guines), 2000.
- Soneros de verdad: "A Buena Vista, barrio de La Habana", 2000.
- Buena Vista Social Club At Carnegie Hall, 2001.
- Compay Segundo: "Duets" (um dueto em "La juma de ayer"), 2002.
- Omara Portuondo: "Duets" (um dueto em 3 canciones), 1985-2005.
- Cuba le canta a Serrat (na música "Me gusta todo de ti"), 2006.